# شاه‌کمان
شاه‌کمان یکی از سازهای ابداعی کیهان کلهر و پیتر بیفن است. به‌گفتهٔ کیهان کلهر، در سفرش به استرالیا می‌بیند پیتر بیفن سازی شبیه به سازهای موسیقی ایرانی با کاسه‌ای شبیه به کمانچه یا سه‌تار ساخته‌است که دسته‌ای بلند دارد و صدای خوبی می‌داد. پس از آن بود کلهر به اتفاق بیفن طرح ساخت «شاه کمان» را می‌ریزد.
شاه‌کمان، در اصل کمانچه‌ای با ۸ سیم واخوان است که طرحی شبیه کمانچه دارد و صدایی مابین کمانچه و چنگ می‌دهد. در واقع دامنه صدای این ساز ۵ پرده از کمانچه پایین‌تر است و صدای بم‌تری دارد.
گفته می‌شود تولد «شاه کمان» ۱۵ سال طول کشید و در این مدت کلهر روی پیچ و خم‌های این ساز برای رسیدن به صدای دلخواه کار کرده‌است.
این ساز در کنسرتهایی که کیهان کلهر همراه با حسین علیزاده داشته، به صورت دو نوازی «شاه کمان» و «شورانگیز» به اجرا درآمده است.